# Enigma (film 2001)
Enigma è un film del 2001 diretto da Michael Apted, prodotto da Mick Jagger (che compare in un cameo) e tratto dall'omonimo romanzo di Robert Harris.
La seconda guerra mondiale fa da sfondo ad una storia in cui si incrociano importanti eventi storici e le vicende personali dei protagonisti. Il personaggio principale è un collaboratore immaginario di Alan Turing, un matematico che ha avuto un grande peso durante la guerra per lo studio della decodifica dei sistemi di cifratura tedeschi, oltre al porre le basi di vari concetti dell'informatica moderna e che nel libro di Harris compare come co-protagonista ma la cui presenza nella sceneggiatura ricavata dal libro e poi nel film stesso è stata tagliata per ragioni cinematografiche.
Il film è anche noto per essere l'ultima colonna sonora di John Barry, storico compositore della saga di James Bond, prima della sua morte.

## Trama
Nel 1943, durante la seconda guerra mondiale, gli Alleati devono spedire un grande carico di approvvigionamenti dall'America all'Inghilterra. Ma l'Atlantico è infestato dai sottomarini U-Boot tedeschi. Per evitare il fallimento della missione, è necessario riuscire a decodificare le trasmissioni dei tedeschi, cifrate attraverso la macchina Enigma, in modo da conoscere la posizione degli U-Boot ed evitarli.
Gli inglesi, grazie a menti geniali come quella di Tom Jericho, il protagonista (nella realtà, Alan Turing), riescono inizialmente a decifrare i messaggi prodotti tramite Enigma. A favorirli anche il ritrovamento, in un U-Boot catturato, di una macchina Enigma completa di istruzioni per il decrittaggio. Ciononostante le successive evoluzioni della macchina Enigma lasciano nuovamente l'intelligence anglosassone all'oscuro dei movimenti dei tedeschi.
Tom Jericho, appena rientrato a Bletchley Park (luogo dove erano riunite le migliori menti al servizio dell'intelligence) dopo un periodo di riposo dovuto ad un esaurimento nervoso, si trova a dover affrontare il problema. Ad aumentare i suoi problemi c'è inoltre Claire, la donna che aveva conosciuto là e di cui si era innamorato, e che adesso è misteriosamente sparita nel nulla.
Così, con l'aiuto di Hester Wallace, amica di Claire, Jericho indaga per far luce sul mistero della scomparsa della donna e sul suo legame con alcuni messaggi tedeschi svaniti insieme a lei una volta decifrati. I due si troveranno nei guai e scopriranno qualcosa che non si sarebbero aspettati.